# Кочгар
Кочгар — посёлок в Вознесенском районе Нижегородской области. Входит в состав Сарминского сельсовета.

## География
Посёлок находится в юго-западной части Нижегородской области на расстоянии приблизительно 16 километров  по прямой на север от посёлка Вознесенское, административного центра района.

## История
Посёлок основан в первые годы Советской власти переселенцами из деревни Варнаево. В советское время работал колхоз, присоединённый позже к Курихинскому хозяйству, которое в 1960-е годы стало совхозом. После этого наступает период упадка посёлка. В 1990-х годах насчитывал 21 хозяйство, где проживали 37 человек.

## Население
Постоянное население составляло 20 человек (русские 100%) в 2002 году, 2 в 2010.